# 예디겐 FC
예디겐 FC(투르크멘어: Ýedigen futbol topary)는 아시가바트를 연고로 했던 투르크메니스탄의 축구단으로 과거 요카리 리가 소속팀이었다.

## 우승
- 요카리 리가 (4): 2005, 2006, 2009, 2013
- 투르크메니스탄컵 (2): 2006, 2011
- 투르크메니스탄 슈퍼컵 (3): 2005, 2009, 2012
- 투르크메니스탄 프레지던트컵 (3): 2007, 2008, 2009
- AFC 챌린지리그: 우승 1회 (2014)

## 역대 감독
- 오라즈 겔디예프(2003–2006)
- 야즈굴르 호자겔디예프(2006–2013)
- 뢰브셴 메레도프(2014)
- 베겐치 가라예프(2014–2016)